# Friendly Neighborhood Spider-Man
Friendly Neighborhood Spider-Man era una serie a fumetti dedicata al personaggio dell'Uomo Ragno, pubblicata negli Stati Uniti dalla Marvel Comics dal 2005, scritta quasi interamente da Peter David e disegnata principalmente da Todd Nauck e Mike Wieringo.

## Storia editoriale
La serie è esordita nell'ottobre 2005 e si è conclusa dopo 24 numeri nel novembre 2007; la serie è incentrata sul personaggio dell'Uomo Ragno ed è stata scritta quasi interamente da Peter David. LA serie esordisce con il primo capitolo del crossover "The Other" e si conclude in concomitanza con la fine del crossover "One More Day" con la seconda parte del crossover Soltanto un altro giorno, scritto da J. Michael Straczynski e disegnato da Joe Quesada.

## Trama
L'Uomo Ragno torna alle sue radici di combattente in costume contro il crimine scontrandosi con una banda di ladri mentre cerca di gestire anche la propria vita di tutti i giorni come Peter Parker.